# 152319 Pynchon
152319 Pynchon è un asteroide della fascia principale. Scoperto nel 2005, presenta un'orbita caratterizzata da un semiasse maggiore pari a 2,5612055 UA e da un'eccentricità di 0,1109223, inclinata di 9,56936° rispetto all'eclittica.
L'asteroide è dedicato allo scrittore statunitense Thomas Pynchon.